# The SOHO

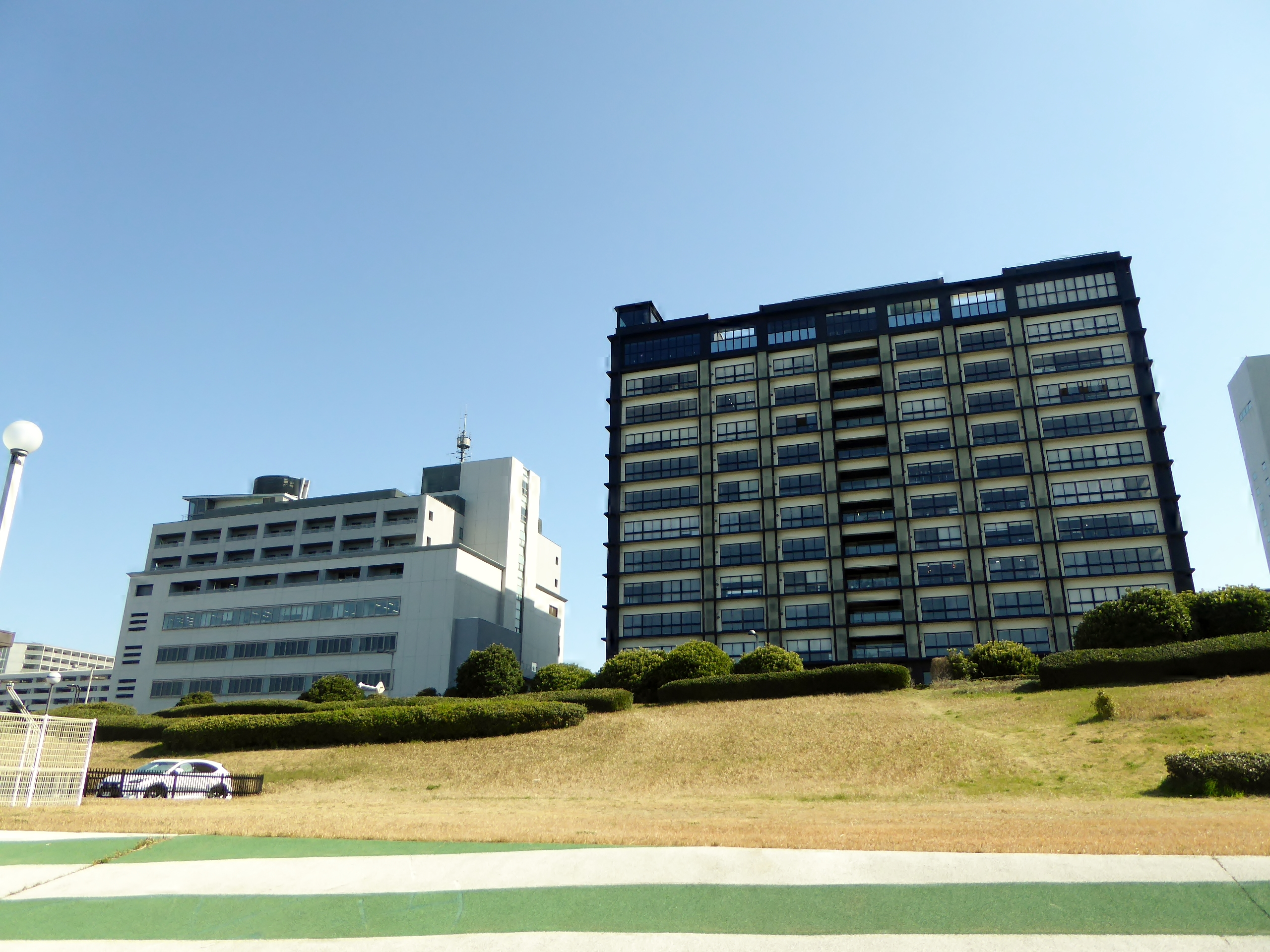
the SOHO（右。左は東京湾岸警察署）

the SOHO（ザ・ソーホー）は、東京都江東区青海に所在する世界最大級のSOHOマンション。

## 概要
竣工は2010年1月18日。前田建設工業が施工し、その子会社の正友地所が賃貸している。共用施設としてフィットネス、露天風呂（スパ）、バーラウンジ、スカイテラス、コンベンションセンター、その他1Fにカフェ、コンビニエンスストアがある。
2010年7月公開の映画『踊る大捜査線 THE MOVIE3 ヤツらを解放せよ!』以降、『踊る大捜査線』における「新・湾岸警察署」のロケ地として使用された。表玄関口で新・湾岸署開署式のシーンが撮影されたほか、2008年4月に開署した実在の東京湾岸警察署とも隣接している。

## 周辺の施設
- 東京湾岸警察署
- 船の科学館
- 日本科学未来館
- フジテレビ湾岸スタジオ

## 交通アクセス
- ゆりかもめ 東京国際クルーズターミナル駅、テレコムセンター駅から徒歩5分
- りんかい線 東京テレポート駅から徒歩13分